# Phoenix (Illinois)
Phoenix – wieś w Stanach Zjednoczonych, w stanie Illinois, w hrabstwie Cook.